# ジョブメドレー
ジョブメドレーは、株式会社メドレー が運営する医療介護ヘルスケア分野の成果報酬型求人サイト。

## 概要
運営元である株式会社メドレーは 2009年6月に創業し、その5ヵ月後である 2009年11月に「ジョブメドレー」のサービスを開始。徐々に取り扱う職種・資格を拡大し、現在は50職種以上の求人を取り扱っている。
特徴としては、求人広告の無料掲載や、職種・雇用形態別に成果報酬の価格を設定していることなどがある。

## 沿革
- 2009年11月 - ジョブメドレー運営開始
- 2016年1月 - デザイン全面リニューアル[3]
- 2016年2月 - 登録事業所数5万件突破[4]
- 2016年6月 - 日経BP社と共同で「日経メディカルワークス」をオープン[5]
- 2016年10月 - 会員数10万人突破[6]
- 2018年8月 - 会員数30万人突破[7]
- 2021年8月 - 会員数100万人突破[8]
- 2022年5月 - オンライン動画研修サービス「ジョブメドレーアカデミー」名称変更してオープン[9]
- 2023年4月 - 優良募集情報等提供事業者に認定[10]